# Európai Konvent
Az Európai Konvent alkalomszerűen összehívott nemzetközi konferencia egyes alapvető fontosságú kérdések megvitatására és a megfelelő döntések előkészítésére az Európai Unió keretein belül.
Az első Európai Konvent 1999 decembere és 2000 októbere között dolgozott az Európai Unió Alapjogai Kartájának kidolgozásán.

## Alkotmányozó Konvent
A legutóbbi Európai Konvent feladata a „Szerződés egy Európai Alkotmány létrehozásáról” kidolgozása volt, ezért Alkotmányozó Konventnek is nevezték. Az Európai Tanács hívta életre 2001 decemberében, laekeni nyilatkozatának eredményeként.
A Konvent résztvevői a 15 tagállam kormányainak küldöttei, európai parlamenti és nemzeti parlamenti képviselői, valamint az Európai Bizottság két tagja voltak. A belépés előtt álló 10 leendő új tagállam, valamint Bulgária, Románia és Törökország is küldött parlamenti- illetve kormányképviselőket, akik megfigyelőként vettek részt.
A Konvent – a korábbi francia köztársasági elnök, Valéry Giscard d’Estaing elnökletével – 2002. február 28. és 2003. július 20. között kidolgozta az Európai Alkotmány tervezetét, amelyet aztán az Európai Tanács véglegesített.
A Konvent munkamódszereit sok kritika érte (elsősorban az átláthatatlanság, kevéssé demokratikus jelleg miatt), nem csak euroszkeptikus politikusok, hanem olyan tekintélyes, az EU-t pártoló személyiség, mint Jean-Claude Juncker luxemburgi miniszterelnök részéről is.

## Külső hivatkozás
- The European Convention